# Campionato europeo maschile under 18 di calcio 1996
Il Campionato europeo Under-18 1996 fu organizzato in Francia e Lussemburgo dal 23 al 30 luglio.

## Squadre qualificate
- Belgio
- Inghilterra
- Francia (Nazione ospitante)
- Italia
- Ungheria
- Spagna
- Portogallo
- Irlanda

## Gironi

### Gruppo A
| Squadre    | P | V | N | P | GF | GS | DR | Pts |
| ---------- | - | - | - | - | -- | -- | -- | --- |
| Francia    | 3 | 2 | 1 | 0 | 4  | 2  | +2 | 7   |
| Belgio     | 3 | 1 | 2 | 0 | 5  | 4  | +1 | 5   |
| Ungheria   | 3 | 1 | 0 | 2 | 5  | 4  | +1 | 3   |
| Portogallo | 3 | 0 | 1 | 2 | 2  | 6  | -4 | 1   |

| 23 luglio 1996 | Francia    | 2-1 | Ungheria   |
|                | Portogallo | 2-2 | Belgio     |
| 25 luglio 1996 | Francia    | 1-0 | Portogallo |
|                | Belgio     | 2-1 | Ungheria   |
| 27 luglio 1996 | Francia    | 1-1 | Belgio     |
|                | Ungheria   | 3-0 | Portogallo |

### Gruppo B
| Squadre     | P | V | N | P | GF | GS | DR | Pts |
| ----------- | - | - | - | - | -- | -- | -- | --- |
| Spagna      | 3 | 1 | 2 | 0 | 3  | 0  | +3 | 5   |
| Inghilterra | 3 | 1 | 2 | 0 | 2  | 1  | +1 | 5   |
| Irlanda     | 3 | 0 | 2 | 1 | 1  | 2  | -1 | 2   |
| Italia      | 3 | 0 | 2 | 1 | 2  | 5  | -3 | 2   |

| 23 luglio | Spagna      | 0-0 | Inghilterra |
|           | Italia      | 1-1 | Irlanda     |
| 25 luglio | Italia      | 1-1 | Inghilterra |
|           | Spagna      | 0-0 | Irlanda     |
| 27 luglio | Spagna      | 3-0 | Italia      |
|           | Inghilterra | 1-0 | Irlanda     |

## Finale terzo posto
| Besançon 21 luglio 1995 | Inghilterra | 3 – 2 (d.t.s.) | Belgio |  |

## Finale
| Arbitro: | Rene Temmink |

|       |           |  |
| Henry | Marcatori |  |